# Incerticyclus cinereus
Incerticyclus cinereus foi uma espécie de gastrópodes da família Neocyclotidae.
Foi endémica da Martinique.